# کندوئلو پریز
کندوئلو پریز (انگلیسی: Conduelo Píriz؛ ۱۷ ژوئن ۱۹۰۵ – ۲۵ دسامبر ۱۹۷۶) یک بازیکن فوتبال اهل اروگوئه بود.